# Logan Ryan
Logan Daniel Ryan (* 9. Februar 1991 in Berlin, New Jersey) ist ein ehemaliger US-amerikanischer American-Football-Spieler in der National Football League (NFL). Er spielte als Safety für die New England Patriots, die Tennessee Titans, die New York Giants, die Tampa Bay Buccaneers und die San Francisco 49ers. Mit den New England Patriots konnte Ryan zweimal den Super Bowl gewinnen.

## College
Ryan besuchte die Rutgers University und spielte für deren Team, die Scarlet Knights, College Football. In 37 Spielen konnte er insgesamt 170 Tackles setzen, 39 Pässe verteidigen und sieben Interceptions
erzielen.

## NFL

### New England Patriots
Ryan wurde beim NFL Draft 2013 von den New England Patriots in der dritten Runde als insgesamt 83. ausgewählt. Er schaffte es ins Team, und bereits in seiner Rookie-Saison lief er in allen Partien auf, sieben Mal davon sogar als Starter. Im Spiel gegen die New York Jets gelang ihm sein erster Touchdown.
2014 konnte er mit den Patriots den Super Bowl XLIX gegen die Seattle Seahawks gewinnen. Von Saison zu Saison erhielt er mehr Spielzeit, bis er schließlich auch im Super Bowl LI, der gegen die Atlanta Falcons ebenfalls gewonnen wurde, als rechter Starting-Cornerback auflief.

### Tennessee Titans
Im März 2017 unterschrieb er bei den Tennessee Titans einen Dreijahresvertrag in der Höhe von 30 Millionen US-Dollar.
Am 4. Januar sicherte er in der Wild-Card-Runde den Sieg der Titans bei seiner ehemaligen Mannschaft, den New England Patriots. Die Titans führten 14:13 zur Halbzeit, keine Mannschaft erzielte weitere Punkte, bis Ryan kurz vor Spielende einen abgefälschten Pass von Tom Brady abfing und 9 Yards zum Touchdown für einen 20:13-Auswärtssieg trug. Der Wurf von der eigenen 1-Yard-Linie war der letzte Passversuch von Brady bei den Patriots.

### New York Giants
Im August 2020 unterschrieb er bei den New York Giants einen Einjahresvertrag in Höhe von 7,5 Millionen US-Dollar. Hier wechselte er auf die Position des Safety. Am 25. Dezember 2020 unterzeichnete er eine Vertragsverlängerung über 3 Jahre. Der Vertrag hat einen Wert von 31 Millionen US-Dollar, wovon 20 Millionen garantiert sind. Nach der Saison 2021 wurde Ryan von den Giants entlassen. Er kam in 31 Spielen für New York zum Einsatz, in denen er 209 Tackles setzte, zwei Sacks erzielte, fünf Fumbles erzwang und zwei Fumbles eroberte, sowie 17 Pässe abwehrte und eine Interception fing.

### Tampa Bay Buccaneers
Am 24. März 2022 nahmen die Tampa Bay Buccaneers Ryan unter Vertrag.

### San Francisco 49ers
Am 5. Dezember 2023 schloss Ryan sich den San Francisco 49ers an. Mit den 49ers erreichte der den Super Bowl LVIII, den sie nach Overtime gegen die Kansas City Chiefs verloren. Nach der Saison gab Ryan am 9. April 2024 sein Karriereende bekannt.